# Carlos Regazzoni
Carlos Regazzoni (Comodoro Rivadavia, 1º dicembre 1943 – Buenos Aires, 26 aprile 2020) è stato uno scultore e pittore argentino, padre del politico e medico Carlos Javier Regazzoni.

## Biografia
Regazzoni nacque a Comodoro Rivadavia, nella provincia di Chubut. Iniziò la sua carriera nella galleria di Teresa de Anchorena.
Nel 1991, divenne famoso in Francia con il film El Gato del Hábitat Viejo dopo aver vinto un festival di cortometraggi a Vendôme. La SNCF si interessò alla decorazione delle loro stazioni ferroviarie e le sculture di Regazzoni divennero rilevanti. Dopo una mostra alla East Station, la SNCF gli diede uno studio nel 18 ° arrondissement di Parigi. 
Fu invitato a esporre all'evento Cent ans de l'aéronautique française, che portò a un periodo commercialmente prospero per Regazzoni. Nel 2006, il progetto ZAC Pajol lo costrinse a trasferirsi, ed egli successivamente depositò sculture in un castello a Fontaine-Française. 
Regazzoni tornò quindi in Argentina e fondò un laboratorio a Buenos Aires all'uscita della stazione ferroviaria di Retiro, dove accoglieva regolarmente i visitatori. Qui trovò il suo strumento preferito: la torcia all'acetilene. 
Carlos Regazzoni è morto il 26 aprile 2020 all'età di 76 anni a Buenos Aires.